# Oxaliplatino
El oxaliplatino es un compuesto químico que se emplea como medicamento antineoplásico, es decir, actúa contra el desarrollo de las células cancerosas. Sus introductores en la terapia oncológica fueron Javier Sastre, José Ángel García-Sáenz y el académico de la Real Academia Nacional de Medicina Eduardo Díaz-Rubio García.

## Mecanismo de acción
Es un agente alquilante que previene la replicación y la transcripción del ADN al causar puentes cruzados entre las bases de ADN, y como consecuencia bloquea la división celular.

## Administración
El oxaliplatino se administra como una infusión intravenosa, en varias sesiones o ciclos, con periodos de descanso entre cada toma. La dosis se calcula teniendo en cuenta el peso, la altura, y la superficie corporal del paciente, y teniendo en cuenta el estado clínico, valorado mediante hemograma.

## Indicaciones terapéuticas
- Tratamiento de primera línea del cáncer colorrectal avanzado o metastásico.
- Tratamiento adyuvante del cáncer colorrectal en estadio III (estadio C de Dukes), en combinación con capecitabina tras la eliminación del tumor primario mediante cirugía.
- Tratamiento de primera línea del cáncer de páncreas, en combinación con otros fármacos como el irinotecán, el 5-fluorouracilo y el ácido folínico, conformando las líneas FOLFIRINOX y FOLFOX.

## Efectos secundarios
Cada persona reacciona de forma diferente al tratamiento. Los efectos más comunes se indican a continuación, aunque es posible que no se presenten varios de ellos, se presenten en forma leve, o con diferente intensidad a lo largo del tratamiento. Se incluyen:
- neuropatía (periférica)
- hormigueo, adormecimiento o insensibilidad en manos y pies
- sensaciones anormales en la garganta o la lengua
- cansancio y debilidad
- diarrea
- náusea y vómito
- riesgo de infecciones por disminución de defensas biológicas
- dolor abdominal
- fiebre
- pérdida del apetito
- alteración del gusto de los alimentos
- sensibilidad de la piel al sol
- ototoxicidad (problemas permanentes en el oído)

El oxaliplatino, al igual que el cisplatino, tiene efectos ototóxicos, por lo que el paciente puede presentar pérdida auditiva parcial o total, así como problemas vestibulares presentar problemas como hipoacusia, vértigo y tinnitus, los cuales pueden presentarse al principio o incluso una vez terminado el tratamiento. Estos efectos son en su mayoría reversibles. El oxaliplatino también puede causar daño al sistema nervioso central.
La mayoría desaparecen lentamente con el paso del tiempo. Al finalizar el tratamiento, las células sanas se recuperan y los efectos suelen desaparecer completamente, aunque en algunos casos se han prolongado los problemas de concentración o pérdida de memoria.
Los efectos secundarios pueden ser diferentes o más intensos si el oxaliplatino se usa con otros medicamentos.
Varios pacientes sufren de neuropatía, la cual aparece más comúnmente como espasmos, cosquilleo o sensaciones anormales de la lengua o los dedos de manos y pies, que pueden empeorar en temperaturas bajas. La neuropatía puede ser temporal o puede persistir después de que el tratamiento haya terminado.
El oxaliplatino no deben usarlo las mujeres que se encuentran o piensan quedar embarazadas, ya que puede tener efectos tóxicos sobre el feto. Como alternativa, se recomienda el uso de medidas anticonceptivas duplicadas en las mujeres en tratamiento que tengan relaciones sexuales o que puedan tener relaciones con pacientes en tratamiento. Este medicamento puede tener efectos negativos sobre la fertilidad años después del tratamiento.
Puede haber conteos bajos de células sanguíneas como resultado del tratamiento de oxaliplatino, lo cual hace necesario realizar análisis de sangre antes de cada infusión. Los pacientes también deben indicar a sus doctores si aparecen algunas señales de infección, como la fiebre, diarrea persistente o tos.